# Belotus paranensis
Belotus paranensis es una especie de coleóptero de la familia Cantharidae.

## Distribución geográfica
Habita en Brasil.